# Heksedansen
"Heksedansen" (også kendt som "Her kommer mutter med kost og spand") er en dansk schlager fra 1960, der blevet stort hit for Raquel Rastenni. Sangen har dansk tekst af Peter Mynte (pseudonym for Thøger Olesen) efter den norske vise af samme navn fra samme år med tekst og musik af Vidar Sandbeck og indspillet i en norsk udgave af sangskriveren selv.
"Heksedansen" er en af de 12 evergreens, der kom med i kulturkanonen.

## Sangteksten
Sangen har fem vers à ti linjer, hvoraf de to sidste er omkvæd og enslydende i alle vers. De første otte linjer består af to grupper à hver fire linjer med henholdsvis 10-10-12-12 stavelser. Der er almindeligt parvist enderim på nabolinjer gennem hele sangen, bortset fra linje 7-8 i hvert vers.
Indholdsmæssigt er sangen på den ene side en hyldest til husmoderen og hendes tidstypiske trang til at passe huset, og på den anden side en mild opfordring til at huske på resten af livet med omkvædets "Men tiden går, og det ku' hænde / hun kom for sent, for sent til livets ende". Thøger Olesens danske tekst er en ganske tro oversættelse af den originale norske udgave.

## Melodi
Vidar Sandbeck var en populær norsk visesanger, og melodien er en livlig vise i 2/4-takt i dur. Der anvendes i overvejende grad ottendedels-og sekstendedelsnoder, indtil der i de to sidste linjer i hvert vers bruges lidt længere noder som understøttelse af tekstens mere eftertænksomme omkvæd. 

## Den originale danske udgave
Raquel Rastennis indspilning af sangen akkompagneres af stort orkester, der også får lov til at udfolde sig lidt med for- og mellemspil. Men ellers er det Rastennis markante alt, der meget tydeligt synger den hurtige sang, så hvert ord alligevel høres klart og tydeligt.

## Andre versioner
"Heksedansen" findes tilsyneladende ikke i ret mange andre udgaver på dansk. En undtagelse er Dorthe Kollo, der har den med på sit album Dorthe synger Raquel (2008).